# メルギム・マフライ
メルギム・ムスタフェ・マフライ（Mërgim Mustafë Mavraj、1986年6月9日 - ）は、ドイツ（旧西ドイツ）・ヘッセン州ハーナウ出身のアルバニア人元サッカー選手。元アルバニア代表。現役時代のポジションはディフェンダー。

## 経歴
西ドイツのハーナウにて、コソボ出身の両親の下に生まれた。
1996年からプレーを始め、いくつかのユースチームを渡り歩いた後、2004年にSVダルムシュタット98に入団。2005-06シーズンよりレギオナルリーガ（4部）所属のトップチームに昇格し、2006年3月のSCプフレンドルフ戦でトップチームデビュー。
2007年8月、35万ユーロでVfLボーフムに移籍。2011年1月、20万ユーロでSpVggグロイター・フュルトに移籍。
2014年5月、1.FCケルンにフリーで加入。
2016年12月、180万ユーロでハンブルガーSVに移籍。2017-18シーズンより副主将に任命された。
2018年9月5日、ギリシャのアリス・テッサロニキに移籍。2019年1月、アリス・テッサロニキとの契約を解除し2.ブンデスリーガのFCインゴルシュタット04に加入。
2019年6月、古巣グロイター・フュルトに2年契約で復帰。

## タイトル
グロイター・フュルト
- 2.ブンデスリーガ: 2011–12